# フレンズ (第8シーズン)
デヴィッド・クレーンとマルタ・カウフマン発案によるアメリカ合衆国のシットコム『フレンズ』の第8シーズンは、2001年9月27日にNBCで放送が始まった。『フレンズ』はブライト/カウフマン/クレーン・プロダクションズによりワーナー・ブラザース・テレビジョンの協力の下で製作された。第8シーズンは全24話構成であり、2002年5月16日に最終回を迎えた。シーズンの平均視聴者数は2450万人に達し、2001-02年のテレビシーズンで最高視聴率番組となった。

## キャストとキャラクター
| - レイチェル・グリーン - ジェニファー・アニストン - モニカ・ゲラー - コートニー・コックス - フィービー・ブッフェ - リサ・クドロー - ジョーイ・トリビアーニ - マット・ルブランク - チャンドラー・ビング - マシュー・ペリー - ロス・ゲラー - デヴィッド・シュワイマー | - ジャック・ゲラー - エリオット・グールド - ジュディ・ゲラー - クリスティナ・ピックルズ - モナ - ボニー・サマーヴィル - エリック - ショーン・ペン - パーカー - アレック・ボールドウィン - ガンター - ジェームズ・マイケル・タイラー | - ジャニス・リットマン＝ゴラルニック - マギー・フィーラー - ノラ・ビング - モーガン・フェアチャイルド - タグ・ジョーンズ - エディ・ケイヒル - サンドラ・グリーン - マーロ・トーマス - レオナルド・グリーン - ロン・リーブマン - エステル・レナード - ジューン・ゲイブル - ウィル・コルバート - ブラッド・ピット - 本人役 - トルーディ・スタイラー - カッシュ - ジョニー・メスナー - ケイティ - レナ・ソファー - シド - モーリス・ゴディン - クリフォード・"クリフ"・バーネット - エディ・マクリントック - ダグ - サム・マクマレー - ベン - コール・スプラウス |

## エピソード
| 通算 話数 | シーズン 話数 | タイトル                                                                | 監督                     | 脚本                                                                                   | 放送日         | 製作 番号    | US視聴者数 (百万人) |
| --- | ------------- | ----------------------------------------------------------------------- | ------------------------ | -------------------------------------------------------------------------------------- | -------------- | ------------ | ------------------- |
| 171 | 1             | "ベスト"フレンズ"披露宴" "The One After 'I Do'"                         | ケヴィン・S・ブライト    | デヴィッド・クレーン & マルタ・カウフマン                                              | 2001年9月27日  | 227401       | 31.70               |
| 一同はモニカが妊娠したものだと考えるが、すぐに彼女から否定される。フィービーは妊娠テストがレイチェルのものであることを察すると自分が妊娠したと言って彼女をかばう。チャンドラーは靴が滑りやすかったためにダンスの練習の成果を発揮できない。ジョーイは結婚式に来たブロードウェイの監督に自分を売り込む。ロスはモニカの魅力的な友人であるモナから気に入られるために子供と踊り、怪我をする。 備考: 9・11テロ後に放送されたこのエピソードは「ニューヨークの人々」に捧げられている。 |               |                                                                         |                          |                                                                                        |                |              |                     |
| 172 | 2             | "探せ!赤いセーターの男" "The One with the Red Sweater"                  | デヴィッド・シュワイマー | ダナ・クライン・ボルコー                                                               | 2001年10月4日  | 227402       | 30.04               |
| レイチェルは赤ん坊の父親が誰であるかを明かさない。ジョーイは数週間前にレイチェルと寝た男が赤いセーターを置き忘れていたことを思い出す。フィービーはそれがタグ・ジョーンズであると考え、レイチェルと彼を会わせる。チャンドラーは使い捨てカメラを紛失するとロスと彼は結婚式の写真の再現を試みる。モニカは自分とチャンドラーへの結婚プレゼントを全て開封する。結局レイチェルの赤ん坊の父親はタグでなかったことが判明し、モニカ、ジョーイ、フィービーは熟考するが、現れたロスが赤いセーターは自分のものであると言って持ち去る。 |               |                                                                         |                          |                                                                                        |                |              |                     |
| 173 | 3             | "衝撃のロス" "The One Where Rachel Tells..."                            | シェルドン・エップス     | シェリー・ビルシング & エレン・プラマー                                                | 2001年10月11日 | 227403       | 29.20               |
| レイチェルがロスに妊娠を伝えようとする一方、チャンドラーとモニカは新婚旅行に出かける。フィービーとジョーイはトリーガーさんにガス漏れであると嘘をついてモニカとチャンドラーの部屋に入ろうとする。しかしながらトリーガーさんは鍵を見つけられなかったために消防士はドアを壊してしまう。 備考: チャンドラーとモニカの新婚旅行のサブプロットとして、当初はチャンドラーが飛行機に爆弾があるというジョークを言い、空港がそれを信じてしまうという内容が撮影されていたが、脚本家が9・11後にこれは不謹慎であると考えたために削除され、無料サービスを受ける別の新婚夫婦に嫉妬する話に置き換えられた。この削除シーンは2004年の英国版DVDに特典として収録された。 |               |                                                                         |                          |                                                                                        |                |              |                     |
| 174 | 4             | "セックスと嘘と二人のビデオテープ" "The One with the Videotape"         | ケヴィン・S・ブライト    | スコット・シルヴェリ                                                                   | 2001年10月18日 | 227406       | 25.58               |
| ロスとレイチェルはどちらが先にセックスを持ちかけたのかについて論争となり、レイチェルと他の面々はロスがきっかけであると考えるが、ロスだけはレイチェルの方だったと主張する。ロスはそれを証明するために偶然その行為を撮ってしまったビデオテープの存在を明かす。一同はビデオを再生し、レイチェルがジョーイが発明した「セックスに誘うための西ヨーロッパの旅行話」を使っており、ロスの主張が正しかったことが明らかとなる。モニカとチャンドラーは新婚旅行中に知り合った別の夫婦と連絡を取ろうとする。 |               |                                                                         |                          |                                                                                        |                |              |                     |
| 175 | 5             | "チャンドラーは誰?" "The One with Rachel's Date"                        | ゲイリー・ハルヴォーソン | ブライアン・バックナー & セバスチャン・ジョーンズ                                      | 2001年10月25日 | 227404       | 25.64               |
| フィービーはモニカの部下と付き合い始めるが、モニカは問題のある彼の解雇を考え、一方でフィービーも同じ日に彼との別れ話を切り出そうとする。チャンドラーは同僚の男から名前をトビーであると誤解される。レイチェルは妊娠しているにもかかわらずジョーイの共演者とデートをしてロスを悩ませる。 備考: このエピソードはコートニー・コックスの父のリチャード・コックス・Srに捧げられている。 |               |                                                                         |                          |                                                                                        |                |              |                     |
| 176 | 6             | "恋の相手はショーン・ペン" "The One with the Halloween Party"           | ゲイリー・ハルヴォーソン | マーク・カナース                                                                       | 2001年11月1日  | 227405       | 26.96               |
| モニカとチャンドラーはハロウィン・パーティを開催する。パーティでフィービーは双子の姉のアースラの婚約者のエリック（ショーン・ペン）に会うが、彼が姉の嘘の経歴に騙されて惹かれていることに気付く。ロスとチャンドラーは腕相撲で対決する。ロスは自身の間抜けな「スパッドニク」の衣裳がウンコのように見えると言われ嘆く。レイチェルは訪れた子供たちにキャンディを配る。 |               |                                                                         |                          |                                                                                        |                |              |                     |
| 177 | 7             | "ロスは"エーゼル"?" "The One with the Stain"                            | ケヴィン・S・ブライト    | R・リー・フレミング・Jr                                                                | 2001年11月8日  | 227407       | 24.24               |
| チャンドラーはメイドを雇うが、モニカは彼女が服を盗んでいると思い込む。アースラと別れたエリックはフィービーと付き合うが、彼女は彼はアースラのことを思い出させてしまう。生まれてくる子供に備えて引っ越しを考えるレイチェルのためにロスはもうすぐ死にそうなオランダ人老婆の部屋を確保しようとする。一方でジョーイはレイチェルに部屋に残り続けるように説得する。 |               |                                                                         |                          |                                                                                        |                |              |                     |
| 178 | 8             | "お騒がせバチェラー・パーティー" "The One with the Stripper"            | デヴィッド・シュワイマー | アンドリュー・ライヒ & テッド・コーエン                                                | 2001年11月15日 | 227408       | 26.54               |
| レイチェルは父親と夕食をとって妊娠の件を伝えるが、ロスが協力的でないと嘘をついてしまう。レイチェルの父はロスのもとに怒鳴り込み、彼とモナの恋愛を台無しにしてしまう。一方でモニカはバチェラーパーティを開かなかったのチャンドラーのためにストリッパーを呼んでやるが、彼女は娼婦であることが判明する。 |               |                                                                         |                          |                                                                                        |                |              |                     |
| 179 | 9             | "ブラピの「ヘイト・クラブ」" "The One with the Rumor"                   | ゲイリー・ハルヴォーソン | シャナ・ゴールドバーグ＝ミーハン                                                       | 2001年11月22日 | 227410       | 24.24               |
| モニカは高校時代の友人のウィル（ブラッド・ピット）を感謝祭のディナーに招待する。レイチェルはウィル（高校時代はロスのようなルーザーだったが現在は美男になっている）とロスが高校時代に彼女が両性具有者であるという噂を流していたことを知る。ジョーイは「トリビアーニ家の男」であることを理由に七面鳥の完食に挑戦する。チャンドラーとフィービーはソファに座ってスポーツ観戦をするふりをすることでモニカの手伝いから逃げる。 |               |                                                                         |                          |                                                                                        |                |              |                     |
| 180 | 10            | "モニカのブーツ" "The One with Monica's Boots"                          | ケヴィン・S・ブライト    | 原案: ロバート・カーロック 脚本: ブライアン・バックナー & セバスチャン・ジョーンズ     | 2001年12月6日  | 227409       | 22.44               |
| モニカは非常に高価なブーツを購入し、常にそれを履くことをチャンドラーと約束する。しばらくしてモニカはブーツが窮屈すぎることに気付くが、チャンドラーに打ち明けるのをためらう。ジョーイの末の妹のディーナ（マーラ・ソコロフ）は妊娠し、レイチェルに助言を求める。フィービーはスティングの息子のジャックがベンとクラスメイトであることを知り、彼のコンサートのチケットを手に入れるためにベンの母親のふりをしてスティングの妻（トルーディ・スタイラー）に会いに行く。 備考: このエピソードでロスはフィービーにベンが7歳であると伝えている。しかしながらこのエピソードは2001年12月の設定であり、1995年5月生まれのベンは6歳のはずである。                  |               |                                                                         |                          |                                                                                        |                |              |                     |
| 181 | 11            | "クリスマスカードはまだ早い?" "The One with Ross's Step Forward"        | ゲイリー・ハルヴォーソン | ロバート・カーロック                                                                   | 2001年12月13日 | 227411       | 23.85               |
| ロスはモナが連名でのクリスマスカードを送りたいと考えていることを知り、「話し合い」を求める。チャンドラーは嫌な上司との付き合いから逃げたがる。レイチェルは妊娠中のホルモン問題により「エロティックな充電」、またはフィービー曰く「イベンダー・ホリフィールド」の状態となる。 |               |                                                                         |                          |                                                                                        |                |              |                     |
| 182 | 12            | "ジョーイの新しい恋" "The One Where Joey Dates Rachel"                  | デヴィッド・シュワイマー | シェリー・ビルシング＝グラハム & エレン・プラマー                                      | 2002年1月10日  | 227412       | 25.53               |
| 妊娠中のレイチェルはデートができないためにジョーイに連れ出して貰う。するとジョーイはレイチェルに思いを寄せ始めてしまう。モニカとチャンドラーはフィービーから『ミズ・パックマン』の筐体をプレゼントされる。チャンドラーは長時間プレイすることでランキングを不適切な単語で埋め尽くすしてしまい、モニカはベンが遊びに来る前にそれを塗り替えようとする。ロスは上級クラスを受け持つようになるが、教室が遠すぎるために授業に間に合うように移動に苦労する。 |               |                                                                         |                          |                                                                                        |                |              |                     |
| 183 | 13            | "素敵なバスタイム" "The One Where Chandler Takes a Bath"                | ベン・ウェイス           | ヴァネッサ・マッカーシー                                                               | 2002年1月17日  | 227413       | 29.24               |
| モニカはチャンドラーの風呂嫌いを治そうと苦心する。フィービーはジョーイの片想いの相手が自分だと思い込むが、実際にはレイチェルであると知ってショックを受ける。ロスとレイチェルは赤ん坊の名前候補を巡って争い、性別を調べる。 |               |                                                                         |                          |                                                                                        |                |              |                     |
| 184 | 14            | "見てはならないモニカの秘密" "The One with the Secret Closet"           | ケヴィン・S・ブライト    | ブライアン・バックナー & セバスチャン・ジョーンズ                                      | 2002年1月31日  | 227414       | 28.64               |
| チャンドラーはモニカの秘密のクローゼットを暴くのに夢中になる。フィービーはモニカが別のマッサージ師を呼んでいることを知って裏切られたと思い込む。ロスは赤ん坊が初めて蹴った瞬間を逃し、またジョーイが父親であると間違えられたことで取り残されたと感じる。この状況をよく思わないジョーイはレイチェルにロスと暮らすように提案する。 |               |                                                                         |                          |                                                                                        |                |              |                     |
| 185 | 15            | "バレンタインに心乱れて" "The One with the Birthing Video"              | ケヴィン・S・ブライト    | ダナ・クライン・ボルコー                                                               | 2002年2月7日   | 227415       | 28.64               |
| フィービーはレイチェルに出産ビデオを貸す。しかしチャンドラーはそれをポルノと間違えてモニカと一緒に見てしまい、バレンタインデーのムードは台無しになってしまう。ロスはレイチェルと同居していることをモナに伝えるのに躊躇し、結果モナに彼の不誠実さを認識されて2人は破局する。フィービーは落ち込んだジョーイを元気づけるために犬を貸すが、彼の憂鬱さは逆に犬のを方を弱らせてしまう。結局ジョーイはロスにレイチェルへの気持ちを伝える。 |               |                                                                         |                          |                                                                                        |                |              |                     |
| 186 | 16            | "レイチェル?レイチェル!?レイチェル!!" "The One Where Joey Tells Rachel" | ベン・ウェイス           | アンドリュー・ライヒ & テッド・コーエン                                                | 2002年2月28日  | 227416       | 27.52               |
| ロスはジョーイの宣言に衝撃を受けるが、彼は最終的にレイチェルへの思いを伝えるように説得する。ジョーイはレイチェルに告白するが、レイチェルは丁寧かつ愛情を込めてそれを断る。フィービーはドンというイギリス人をモニカの運命の人であると言って紹介する。 |               |                                                                         |                          |                                                                                        |                |              |                     |
| 187 | 17            | "紅茶占いの人" "The One with the Tea Leaves"                            | ゲイリー・ハルヴォーソン | 原案: R・リー・フレミング・Jr 脚本: スティーヴン・ローゼンハウス                       | 2002年3月7日   | 227417       | 26.30               |
| フィービーは占いを信じて夢の男との出会いを確信する。最初は変な男との悲惨なデートとなったが、次にクリーニング屋で出会った男とは会話が弾む。レイチェルはジョーイとの気まずさをごまかすために職場でのトラブルの話をでっち上げる。ロスはモナのアパートから「色あせたサーモン」のシャツを取り返しに行く。 備考: 前年9月に9・11テロが発生したが、このエピソードではワールドトレードセンターが映っている。 |               |                                                                         |                          |                                                                                        |                |              |                     |
| 188 | 18            | "ロスはスピーチ上手" "The One in Massapequa"                            | ゲイリー・ハルヴォーソン | 原案: ピーター・ティバルス 脚本: マーク・カナース                                      | 2002年3月28日  | 227418       | 22.05               |
| モニカは両親の結婚35周年記念パーティのスピーチで感動させようとするが、失敗する。フィービーの新しい恋のパーカー（アレック・ボールドウィン）は常に高いテンションで彼女を含む全員を悩ませる。パーティの最中にロスとレイチェルは夫婦のフリをすることを強要され、ロスの「ウエディングトースト」はレイチェルの気持ちを揺さぶる。 |               |                                                                         |                          |                                                                                        |                |              |                     |
| 189 | 19            | "ジョーイのインタビュー大作戦!" "The One with Joey's Interview"         | ゲイリー・ハルヴォーソン | ドティ・エイブラムス                                                                   | 2002年4月4日   | 227424       | 22.59               |
| 通算4度目となる総集編。ジョーイに『ソープオペラ・ダイジェスト』のインタビューが来るが、自分のキャリアが潰れることを恐れて気が進まない（以前のエピソードで自分で勝手に台詞を変えていると話したので脚本家を怒らせて『愛の病院日誌』を降ろされた）。ジョーイは失敗を繰り返さないように一同に協力を求める。 |               |                                                                         |                          |                                                                                        |                |              |                     |
| 190 | 20            | "赤ちゃんが生まれたら?" "The One with the Baby Shower"                  | ケヴィン・S・ブライト    | シェリー・ビルシング＝グラハム & エレン・プラマー                                      | 2002年4月25日  | 227421       | 22.24               |
| フィービーとモニカはレイチェルのベビーシャワーの準備をするが、レイチェルの母サンドラを招待するのを忘れる。シャワーのあいだ中、モニカはサンドラに謝罪し続けるが上手くいかない。出産後の育児の知識が無いレイチェルに対してサンドラは8週間の同居を提案する。ジョーイは新しいクイズ番組のオーディションが舞い込み、チャンドラーとロスはその練習を手伝う。 |               |                                                                         |                          |                                                                                        |                |              |                     |
| 191 | 21            | "モニカの料理バトル" "The One with the Cooking Class"                   | ゲイリー・ハルヴォーソン | 原案: ダナ・クライン・ボルコー 脚本: ブライアン・バックナー & セバスチャン・ジョーンズ | 2002年5月2日   | 227419       | 23.97               |
| モニカは新聞に料理を酷評記事が載ったため、彼女はジョーイを連れてその批評家が講師を務める料理教室に参加する。ロスは子供用品店の店員とデートをし、レイチェルは嫉妬する。フィービーは新しい職場の面接に不安を感じるチャンドラーがジョークを言わないように助ける。 |               |                                                                         |                          |                                                                                        |                |              |                     |
| 192 | 22            | "カモン!ベイビー!" "The One Where Rachel Is Late"                       | ゲイリー・ハルヴォーソン | シャナ・ゴールドバーグ＝ミーハン                                                       | 2002年5月9日   | 227420       | 24.32               |
| ジョーイはチャンドラーを自身の出演映画の試写会に招待するが、チャンドラーは上映中に寝てしまう。予定日から8日も遅れているレイチェルは苛立ち、出産を誘発するためにあらゆることを試みる。 |               |                                                                         |                          |                                                                                        |                |              |                     |
| 193194 | 2324          | "ママにプロポーズを" "The One Where Rachel Has a Baby"                  | ケヴィン・S・ブライト    | スコット・シルヴェリマルタ・カウフマン & デヴィッド・クレーン                          | 2002年5月16日  | 227422227423 | 34.91               |
| ロスとレイチェルは病院に到着する。ジュディはロスに母親の婚約指輪を渡してレイチェルとの結婚を促す。モニカとチャンドラーは子供をもうけることを決め、病院内で子作りできる場所を探す。レイチェルは21時間の苦労の末にロスとの間の子とのエマを出産する。ジョーイはロスの婚約指輪を拾い、レイチェルはそれを彼のプロポーズと認識して「いいわ」と言う。 |               |                                                                         |                          |                                                                                        |                |              |                     |